# Rhyacophila shenandoahensis
Rhyacophila shenandoahensis är en nattsländeart som beskrevs av Oliver S. Flint Jr. 1958. Rhyacophila shenandoahensis ingår i släktet Rhyacophila och familjen rovnattsländor. Inga underarter finns listade i Catalogue of Life.